# ニューオリンズ・ブラスバンド
ニューオリンズ・ブラスバンドとは、主に金管楽器と打楽器から成る、アメリカルイジアナ州、ニューオリンズに発祥した音楽形態、またはその楽団のことを指す。ジャズの前身のひとつとなったといわれる。現在ではファンクなどと融合し独特の音楽として発展している。

## 編成
伝統的な編成としてはリズム隊は3名で、打楽器はバスドラムとスネアドラムに分かれ、スーザフォンがベースラインを演奏する。またメロディ楽器としては、トランペット、トロンボーン、サクソフォーンなどの管楽器が担当するのが一般的で、クラリネットが入ることもある。通常は、総勢6～10名程度の編成となる。パレードができる形式が基本であるので、ドラムセット、電気楽器などは使用しない。
但し、近年はニューオーリンズのブラスバンドも多様化しており、伝統的な編成、形式に当てはまらない形式も多く存在する。例えばダーティ・ダズン・ブラスバンドは、一時期スーザフォンの代わりにエレキ・ベースを加え、またドラムセットを使っていた。また、BONERAMAはトロンボーンを4本前面に押し出す変則的な編成を取っている。

## 代表的なバンド

### 伝統的なスタイルのバンド
- オリンピア・ブラス・バンド(Olympia Brass Band)
- トレメ・ブラス・バンド(Treme Brass Band)

### ファンクなど新たなスタイルを取り入れたバンド
- ダーティー・ダズン・ブラス・バンド (Dirty Dozen Brass Band)
- ボーネラマ (Bonerama)
- リバース・ブラス・バンド (Rebirth Brass Band)
- ソウル・レベルス・ブラス・バンド (Soul Rebels Brass Band)
- ニュー・バース・ブラス・バンド (New Birth Brass Band)

### ニューオーリンズ・スタイルの日本のバンド
- ブリッツ・アンド・スカッシュ(Blitz And Squash Brass Band)(大阪)
- ブラック・ボトム・ブラス・バンド(Black Bottom Brass Band)(大阪)
- リアル・ブラス(Real Brass)(東京)
- スイーパズ・ブラス・バンド(Sweepaz Brass Band)(東京)
- キキニット・ブラス・バンド(Kickin'it Brass Band)(東京)